# Movimiento Liberal Republicano Nacionalista
El Movimiento Liberal Republicano Nacionalista (MOLIRENA) es un partido político panameño de tendencia liberal. Fue reconocido oficialmente como partido político el 12 de agosto de 1982. Actualmente es el quinto partido político más grande del país, con un total de 85.545 adherentes.
Este partido se desarrolló como una alianza de la oligarquía tradicional, controlados, sobre todo organizaciones conservadoras, que se oponían al gobierno de los militares. De acuerdo con un artículo de noticias Unión Soviética, "El MOLIRENA fue llamado acertadamente una" colcha de retazos "por los periodistas locales. El rasgo característico de la fiesta fue el vínculo de la oligarquía agraria con la burguesía comercial, es decir, una unión de los sectores más conservadores del país. Los nombres de los miembros de MOLIRENA, César Arrocha Graell líderes, Guillermo Arias y René Crespo, quien, como miembros del gobierno antes de 1968, participó en la apropiación de casi mil millones de dólares de las arcas del Estado, fueron mencionados en la prensa local en relación con los antiguos "méritos". 
En 1984, el MOLIRENA fue parte de la Alianza Democrática de Oposición (ADO), que perdió las elecciones presidenciales y legislativas tras las sospechas de fraude generalizado por los militares. En 1987, el MOLIRENA se convirtió cada vez más involucrados en los enfrentamientos con el gobierno, en abierta campaña a través de huelgas y manifestaciones callejeras, que fueron reprimidas violentamente por la renuncia o remoción del general Manuel Noriega, quien fue acusado de tráfico de drogas, el fraude electoral, la corrupción y el asesinato. 
El MOLIRENA fue de nuevo parte de la Alianza Democrática de Oposición Cívica (ADOC) la alianza electoral en mayo de 1989, que apoyó la candidatura presidencial de Guillermo Endara del Partido Arnulfista [7] y, después de la ratificación oficial de los resultados después de la invasión militar de EE. UU. en diciembre. Guillermo Ford, se convirtió en segundo vicepresidente de la República (1989-1994). 
Alonso Fernández Guardia legislador de la provincia de Colón, fue presidente de la Asamblea Nacional en 1991 por el Molirena. 
Para la elección de 1994, el MOLIRENA fue el partido líder de la Alianza por el Cambio '94, que tenía a Rubén Darío Carles como candidato presidencial de la coalición. Recibió 171.192 votos (16,05%) y quedó en cuarto lugar.
En 1999, el Molirena se une a la alianza Unión por Panamá, liderada por el Partido Arnulfista y a su candidata, Mireya Moscoso. Moscoso ganó las elecciones y el líder del Molirena Arturo Vallarino, recibió la primera vicepresidencia de la República.
En 2004, el Molirena se mantuvo aliado con el Partido Arnulfista y la alianza Visión de País, y su candidato, José Miguel Alemán. El partido obtuvo apenas un 8,6% de los votos y 4 de los 78 escaños de la Asamblea Nacional. 
En 2009, el Molirena inicialmente apoyaba a Juan Carlos Varela, candidato del Partido Panameñista, pero por la creciente popularidad del candidato Ricardo Martinelli, el Molirena abandona a los panameñistas y se suma en la Alianza por el Cambio, liderado por Cambio Democrático y apoya a Martinelli. Tras la victoria de Martinelli, el Molirena ocupó posición dentro del gobierno e intentó en vano fusionarse con el partido Cambio Democrático, por presión de la facción tradicionalista. 
Luego de una depuración y expulsiones de dicha facción, el Molirena mantuvo su apoyo a Cambio Democrático y a su candidato presidencial José Domingo Arias rumbo a las elecciones de 2014. En las elecciones generales del 4 de mayo de 2014, la alianza entre el Molirena y el CD quedó en la segunda posición de votos presidenciales (Molirena sacó unos 98.519 de un total de 581.828 votos del candidato gubernamental), obtuvo apenas dos diputados en la Asamblea Nacional y unos pocos alcaldes y representantes de corregimiento, a pesar de que el partido duplicó su membresía como partido de gobierno (de 56 mil a 113 mil en cuatro años).
Tras la derrota electoral, el Molirena tomó distancia y decidió disolver su alianza con Cambio Democrático el 3 de julio de 2014, declarándose como "partido de oposición independiente" a Juan Carlos Varela.
Para las elecciones del 2019, el Molirena hace alianza con el Partido Revolucionario Democrático (PRD), logrando duplicar su bancada en la asamblea y jugando un papel fundamental en la victoria de Laurentino Cortizo.